# 通報機制
通報機制是指不同的部門及國家之間，為加強溝通及最新資訊的傳遞而建立的系統。近年有不同的大規模疾病在全球爆發，增加了完善通報機制的迫切性。通報機制可確保國家能於第一時間採取最適切的措施，防止大規模疾病對人類造成重大損失。